# Eugen Bregant
Pour les articles homonymes, voir Bregant.
Eugen Bregant (né le 29 janvier 1875 à Trieste, terres côtières, mort le 18 novembre 1936 à Graz, Styrie) Major-Général, commandant du Régiment d'Infanterie no 1 et officier de l'armée autrichienne pendant la Première République. Son plus jeune frère était le célèbre cavalier et dernier inspecteur de cavalerie de la Première République, le général Camillo Bregant.

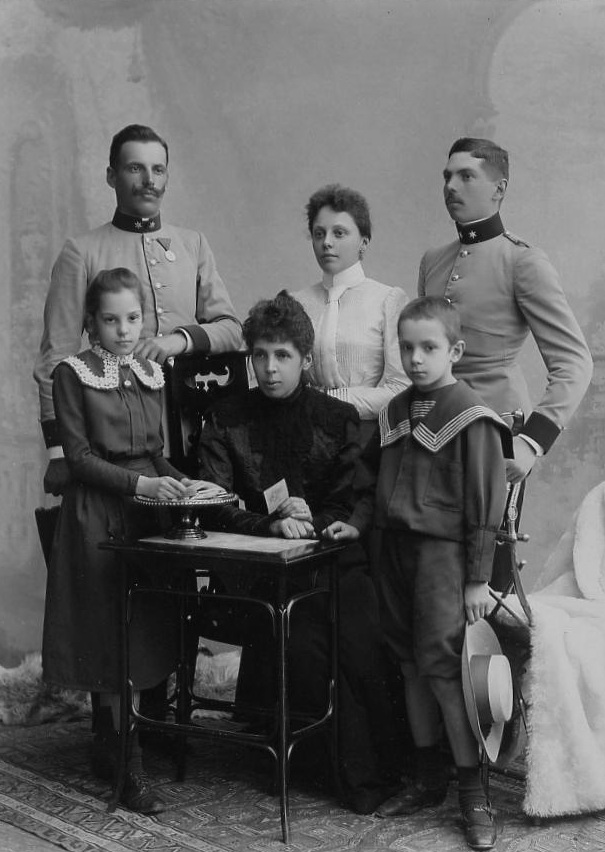
Eugen Bregant entouré de sa famille (debout à gauche)

## Biographie

### Carrière
Eugen Bregant est entré comme volontaire pour un an, le 1er octobre 1893 dans l'Armée Royale Impériale et dans le Régiment d'Infanterie Nr.97 à Trieste et a été incorporé dans le K.K. Landwehr Régiment d'Infanterie Klagenfurt No.4 (il appartenait à la troupe de montagne et qui est devenu dès le 11 avril 1917, le Régiment de Chasseurs de Montagne No.1).

### Éducation militaire spéciale
- Cavalier d’infanterie à Trieste
- Armée de l’école de tir et cours de mitrailleur à Bruck an der Leitha
- École du corps des officiers à Graz (1910)
- Cours d'assault à Villach (1917)
- Armée de l’école des gaz à Vienne (1917 et 1918)
- Cours d’échange des informations à Brixen (1918)

### Service militaire et décorations
Pendant la première guerre mondiale, il était dans le régiment royal de chasseurs de montagne n°1 en Galice, dans la première bataille de Lemberg, de 1915 et jusqu'à la fin de la guerre sur le front de l'Isonzo dans le secteur des Alpes Carniques, de Tarvisio jusque dans la passe de Prédil. En 1915, Eugen Bregant a été impliqué dans diverses missions de combat, y compris au col d’Oregone, la prise de Monte Peralba et à Hohen Trieb. De 1916 jusqu'à la fin de la guerre, il était commandant d'un bataillon de mitrailleuses (LIB No. 157), en 1917, sous le commandement du la position de la hauteur Zöllner .Il participa à plusieurs batailles de l'Isonzo et l'utilisation ultérieure des différents sommets de l'avant de la [Piave] à la col du Stelvio. Le 4 novembre 1918, Bregant est allé, sous l’autorité du haut commandement de l'armée autrichienne (AOK), 36 heures après l’annonce des accords du cessez-le-feu, à Ponte di Arche dans le Sud Tiröl, dans un camp de prisonniers de guerre italiens dont il n'a été libéré que le 4 août 1919.
Hautement décoré avec la croix de chevalier de l'ordre de Léopold, l'ordre de la Couronne de Fer de l'empire d'Autriche de 3e Classe , la croix du Mérite militaire de 3e classe et a obtenu deux fois la médaille du Mérite militaire en Bronze sur ruban rouge, toutes avec décoration de guerre et épées  et diverses autres récompenses et Bregant est rentré de la guerre chez lui avec la Karl-Truppenkreuz. La demande d'octroi de l'ordre militaire de Marie-Thérèse n'a pas été faite en raison de la fin de la guerre.
Le 1er mai 1918, il est devenu Major en tant que le no 11 dans le classement de rang. Il était après 23 ans de service dans l’armée Impériale des Forces armées autrichiennes. Le 1er mai 1921, après avoir été promu au grade de lieutenant-colonel, il a été affecté comme officier dans le bataillon du cyclisme no 5. De mars 1922 officier pour une utilisation particulière, en 1923 affecté dans le régiment de chasseur alpin no 11 et 10. Il était en août 1926 commandant du régiment de chasseur alpin no 1. Après avoir été nommé major-général en mars 1927, il a pris sa retraite en 1928.

### Blessures
- Blessure grave par balle au bras avec une lésion du nerf (1914)
- Blessure par éclats de pierres à son avant-bras droit (1916)[5].

### Littératures
- Hubert Fankhauser: Freiwillige an Kärntens Grenzen. Die Regimentsgeschichte der K. K. Kärntner freiwilligen Schützen 1915 bis 1918. Vehling Verlag, (ISBN 978-3-85333-150-7).
- Österreichisches Staatsarchiv/Kriegsarchiv. Wien.
- Heinz von Lichem: Spielhahnstoß und Edelweiß. Leopold Stocker Verlag (de), Graz 1977.
- Heinz von Lichem: Der Tiroler Hochgebirgskrieg 1915–1918. Steiger Verlag, Berwang (Tirol) 1985.
- Michael Wachtler und Günther Obwegs: Krieg in den Bergen - Dolomiten. Athesia Bozen 2003.
- von Lempruch: Ortlerkämpfe 1915 - 1918. Buchdienst Südtirol 2005.
- Herman Hinterstoisser, M. Christian Ortner, Erwin A. Schmidl Die k.k. Landwehr-Gebirgstruppen. Wien 2006, (ISBN 3-902526-02-5).